# 이광헌
이광헌(李光獻, 1787년 ~ 1839년 5월 24일)은 조선의 천주교 박해 때에 순교한 한국 천주교의 103위 성인 중에 한 사람이다. 세례명은 아우구스티노(Augustinus)이다.
이광헌은 1787년에 광주 이씨 양반 가문에서 태어났다. 그 가문은 1801년 신유년의 박해 때 많은 순교자를 냈다. 그와 함께 그의 동생 이광렬 요한과 그의 아내 권희 바르바라 그리고 그의 딸 이 아가타도 끝까지 그들의 신앙을 증언하였다. 그렇게, 그 한집안에서 네 명이 순교의 영관을 썼다.

## 생애
그는 젊은 시절 자제력이 부족해 방탕한 삶을 살았음에도 불구하고, 머리가 매우 좋고 유능했다. 그 무렵 정조 임금이 승하하고 순조 임금이 즉위했다. 그러한 왕권의 교체에는 권력이 하나의 붕당에서 다른 붕당으로 옮겨간다는 정치적 암시가 있었다. 유년기의 교회는 많은 분쟁에 휘말렸고 1801년 신해년의 박해가 이어졌다. 조선에서는 천주교를 완전히 뿌리 뽑고자 하는 의향으로 그것은 그릇된 가르침이라는 판결을 내려 금지시켰다. 따라서, 박해가 시작되었고 순교자들의 피가 낭자했다. 그때에 이광헌은 30세로 권희와 결혼하고 수년이 지난 후였지만, 그의 방탕한 습관은 고쳐지지 않았다. 어느날 그는 뜻밖에 천주교 신자를 만났고 그에게서 교회에 대한 이야기를 들었다. 그 때는 그가 천지만물의 주가 있으며 그 주는 모든 사람들의 아버지일 뿐만 아니라 전지전능하고 사람이 죽으면 시신은 흙으로 돌아가고 영혼은 살아 남는다는 것을 숙고해 본 첫번째 시간이었다. 그 이야기 뿐만 아니라 그것과 유사한 이야기들도 그로 하여금 자신이 다른 세상에서 다시 태어날 수 있다는 생각을 갖게 만들었다. 그는 그때까지 자신이 겨우 짐승보다 조금 나은 삶을 살아왔음을 깨달았다. 그는 자신이 저지른 과거의 죄에 대해 깊히 뉘우치고 젊은 시절에 방탕한 삶을 살았던 아우구스티노 성인을 본받기를 원했다. 그는 아우구스티노 라는 세례명을 선택하여 세례를 받았다.
그의 생활 방식은 완전히 바뀌었다. 그는 술마시기를 그만두었으며, 홀로 묵상하는데 많은 시간을 보내느라 좀처럼 집밖에 나가지 않았다. 하루는 그가 그의 아내와 남동생을 불렀다. "얼마 전에 내가 천주교회에 대한 이야기를 들었습니다. 조정에서는 그것을 그릇된 가르침이라며 금지하고 있지만, 내 생각에 그것은 다른 모든 것들이 부질없이 느껴지도록 만듭니다. 꼭 해와 달이 있는 것처럼, 진짜 하느님이 계십니다. 나 혼자 믿는 것보다 내 아내와 내 동생도 나와 함께 믿음을 갖는다면 더 좋을 것입니다. 어떻게 생각하십니까?"
그의 아내와 그의 동생은 모두 천주교회에 대한 이야기를 듣고 그의 뜻에 동의 하였다. 그의 집은 천주교인들을 위한 모임 장소가 되었고, 그는 교리 교사가 되었다. 그는 아내 권희와 함께 비신자들을 교회로 인도 하고 병자들을 돌보며 그들을 천주교 공동체로 품는데 매진했다.
그 동안, 정치적 압력은 증가하고 있었다. 1839년 4월 7일, 부활절이 지난 일요일에 박해의 폭풍이 몰아쳤다. 그날 저녁에 갑자기 포졸들이 평소 선교사들이 머무르던 가옥 맞은 편의 한 여관을 포위했다. 그곳에 머무르던 많은 수의 천주교인들이 구금되었다. 그들 중에 많은 수의 천주교인들을 알고 있는 한 예비 신자를 남편으로 둔 한 여성이 있었다. 자기 아내의 소식을 들은 그녀의 남편은 포도청으로 달려가 그녀의 석방을 요구했다. 그러나, 그의 아내는 그녀의 신앙을 버리기를 거부했으며, 화가 난 남편은 53 명의 천주교 신자 명단을 포함하여 교회에 대해 그가 알고 있는 모든 것을 누설했다. 그 정보를 입수한 포도청은 다음 날인 4월 8일 두 차례의 급습을 단행했다. 한 번은 남명혁 다미아노의 집이었고, 다른 한 번은 이광헌의 집이었다. 그날 밤에 이광헌과 그의 아내 권희, 그들의 17세 된 딸 이 아가타 그리고 어린 아들 두 명이 다른 사람들과 함께 체포 되었다.
그 감옥은 한 방에는 남성들만 가득했고, 다른 방에는 여성들만, 또 다른 방에는 아이들만 가득했다. 이광헌의 여덟 살 된 아들은 부모와 함께 있고 싶다며 울음을 그치지 않았고 옥졸들 중에 한 명이 그 아이를 때렸다. 그때 아이의 어머니가 그 옥졸에게 항의했다. "아이가 무엇을 잘못했다고 때리십니까? 당신은 자식도 없습니까?"
그러나 그녀의 남편이 그녀에게 말했다. "참으세요. 우리는 하느님의 희생양입니다. 우리 이 기회를 놓치지 맙시다." 그때부터 권희는 그녀에게 벌어지는 모든 일을 은총으로 여기고 온순히 감내했다.
심문은 다음날부터 시작되었다. 이광헌이 첫번째로 호명되었다. "너에게서 천주를 배신하는 한 마디만 나온다면, 너와 너의 아내, 자식들 그리고 동생까지 모두 석방될 수 있으며 네 재산은 너에게 반환될 것이다" 형리가 그에게 말했지만, 그는 이렇게 대답했다. "저에게 있어서 세상에서 가장 중요 것은 바로 저의 신앙입니다. 제가 다른 모든 것을 다 잃어도, 하느님은 배신할 수 없습니다."
그는 고통을 예수가 갈보리 언덕에서 겪었던 고난을 묵상하는 것으로 여겼다. 그의 아내 권희와 딸 이 아가타도 불려 나갔는데, 그들의 대답도 그와 마찬가지였고, 포장은 매우 화가 났다. 이광헌은 자신의 온몸이 피범벅으로 변할 때까지 매질과 고문을 당했다.
형조 판서는 사흘간의 논의 끝에 아홉 명의 죄수들에게 사형을 선고했다. 5월 24일 아홉 명의 천주교도 사형수들은 한양 도성에 있는 서소문의 바깥 네거리로 압송되어 참수되었다. 그때 이광헌의 나이는 53세였다.
7월 20일에는 서소문에서 그의 동생 이광렬이 일곱 명의 교우들과 함께 참수되었다. 그때 그의 나이는 45세였다. 9월 3일에는 권희가 다섯 명의 여성 교우들과 함께 참수되었다. 1840년 1월 9일에는 이 아가타와 김 테레사가 형리들에 의해 별도의 옥방에 갇힌 채 줄에 목이 졸려 질식사로 순교하였다. 그렇게 이광헌의 가족 중 네 명이 순교의 영관을 썼다.

## 시복 · 시성
이광헌 아우구스티노는 1925년 7월 5일에 로마 성 베드로 대성당에서 교황 비오 11세가 집전한 79위 시복식을 통해 복자 품에 올랐고, 1984년 5월 6일에 서울특별시 여의도에서 한국 천주교 창립 200주년을 기념하여 방한한 교황 요한 바오로 2세가 집전한 미사 중 이뤄진 103위 시성식을 통해 성인 품에 올랐다.

## 참고 문헌
- (영어) Catholic Bishop's Conference Of Korea. 103 Martryr Saints: 이광헌 아우구스티노 Augustinus Yi Kwang-hon 보관됨 2020-02-17 - 웨이백 머신